# Harpactirella longipes
Harpactirella longipes is een spinnensoort in de taxonomische indeling van de vogelspinnen (Theraphosidae).
Het dier behoort tot het geslacht Harpactirella. De wetenschappelijke naam van de soort werd voor het eerst geldig gepubliceerd in 1902 door William Frederick Purcell.